# Itsy Bitsy Teenie Weenie Yellow Polkadot Bikini
Itsy Bitsy Teenie Weenie Yellow Polkadot Bikini é uma famosa canção gravada em 1960 pelo cantor estadunidense Brian Hyland, cuja composição foi feita pelos seus conterrâneos Paul Vance e Lee Pockriss Um mês depois de seu lançamento, a canção atingiria a primeira colocação na lista do Top 100 da Billboard. 
Além disso, ao longo dos anos, ela ganharia versões em várias línguas.

## No Brasil
Em 1961, a canção seria regravada pelo cantor brasileiro Ronnie Cord. Mas ela só ficaria conhecida no Brasil em 1964, após ganhar uma adaptação para o português, intitulada Biquíni de Bolinha Amarelinha. A adaptação para o português foi feita pela maestro Hervé Cordovil, e esta versão foi primeiramente gravada por Ronnie Cord, em 1964. Vários artistas gravariam esta versão em português, incluindo Celly Campello e a banda Blitz.